# Amanda Souto Baliza
Amanda Souto Baliza (Estrela do Norte (Goiás), 1991) é uma advogada, ativista e palestrante goiana atuante na defesa dos direitos da população LGBTI+.

## Vida Profissional

### Advocacia
Se graduou em Direito em 2012 na UniEvangélica em Anápolis, aos 21 anos, e trabalhou em vários escritórios goianos até começar sua atuação na pauta de direitos humanos em organizações da sociedade civil na temática LGBTI+ aos 28 anos.
A atuação nas associações tem foco na garantia de direitos difusos e coletivos da população LGBTI+, bem como a responsabilização de pessoas que causam dano coletivo a essa comunidade.
Ocupa a função de coordenadora da Área Jurídica da Aliança Nacional LGBTI+ e da Associação Brasileira de Famílias Homotransafetivas, Abrafh.
Tem representado as entidades em dezenas de ações de controle constitucional propostas no Supremo Tribunal Federal contra leis discriminatórias, a exemplo de leis que proíbem linguagem neutra, leis de escola sem partido, leis que proíbem crianças e adolescentes em paradas do orgulho, dentre outras.
Outro foco de atuação têm sido ações civis públicas contra violadores de direitos humanos contra a população LGBTI+.

### Sistema OAB

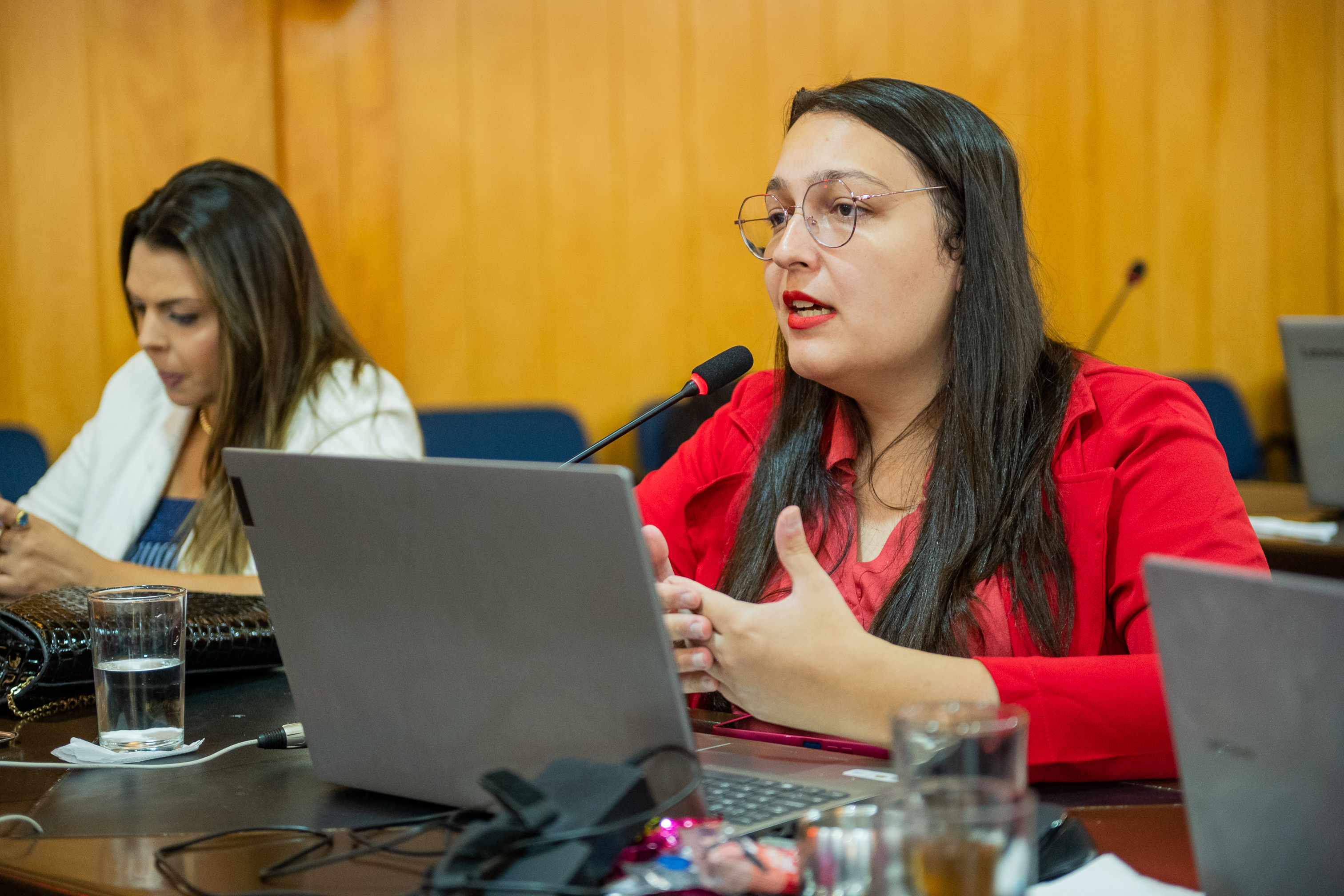
Sessão do Conselho Seccional da OAB Goiás

Foi a primeira mulher trans ter seus registros retificados na Ordem dos Advogados do Brasil, seção Goiás, o que ocorreu em julho de 2020.

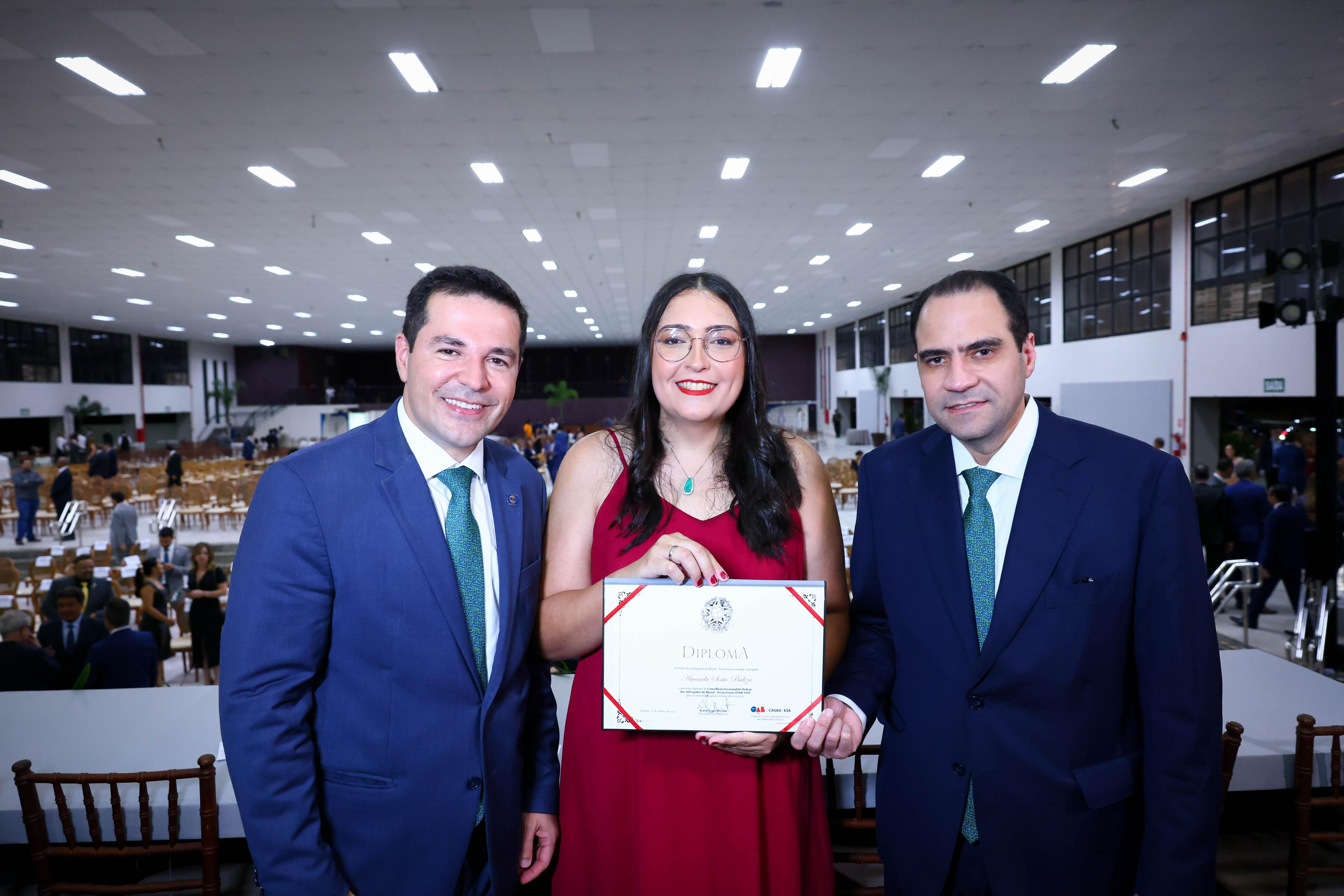
Amanda Souto Baliza sendo empossada no Conselho Seccional da OAB Goiás ao lado do presidente da Seccional, Rafael Lara Martins, e do presidente do Conselho Federal, Beto Simonetti.

No ano seguinte se tornou a primeira pessoa trans a presidir uma comissão em uma seccional da OAB. No dia 19 de novembro de 2021 foi a primeira pessoa trans do país a ser eleita para um Conselho Seccional do Sistema OAB.

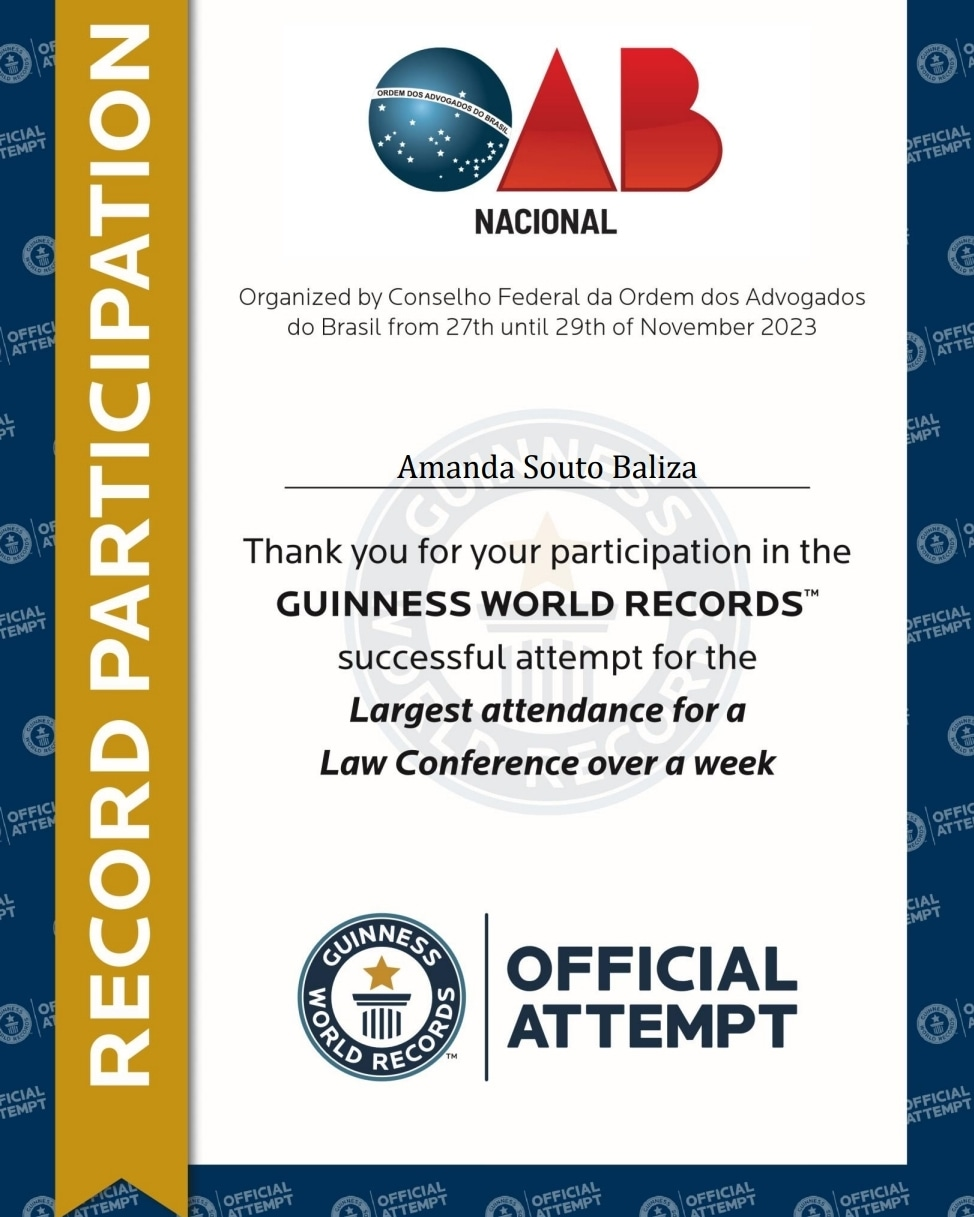
Card enviado aos palestrantes da 24ª Conferência Nacional da Advocacia

Em abril de 2022 foi a primeira pessoa trans do país nomeada para compor a diretoria de uma comissão do Conselho Federal da OAB, sendo, até então, a vice-presidente da Comissão de Diversidade Sexual e de Gênero daquela entidade.
No dia 05 de julho de 2023 assumiu a presidência dessa comissão, se tornando a primeira pessoa trans a presidir uma comissão em âmbito nacional da entidade classista, sendo reconduzida na presidência para o triênio 2025/2028.
Foi uma das responsáveis pela criação da Ouvidoria da Inclusão na OAB Goiás, um órgão que realizará o atendimento de populações vulnerabilizadas pela seccional goiana.

Em maio de 2023 foi nomeada representante da OAB Nacional no Conselho Nacional LGBTQIA+ do Ministério de Direitos Humanos e Cidadania para o biênio 2023/2025.

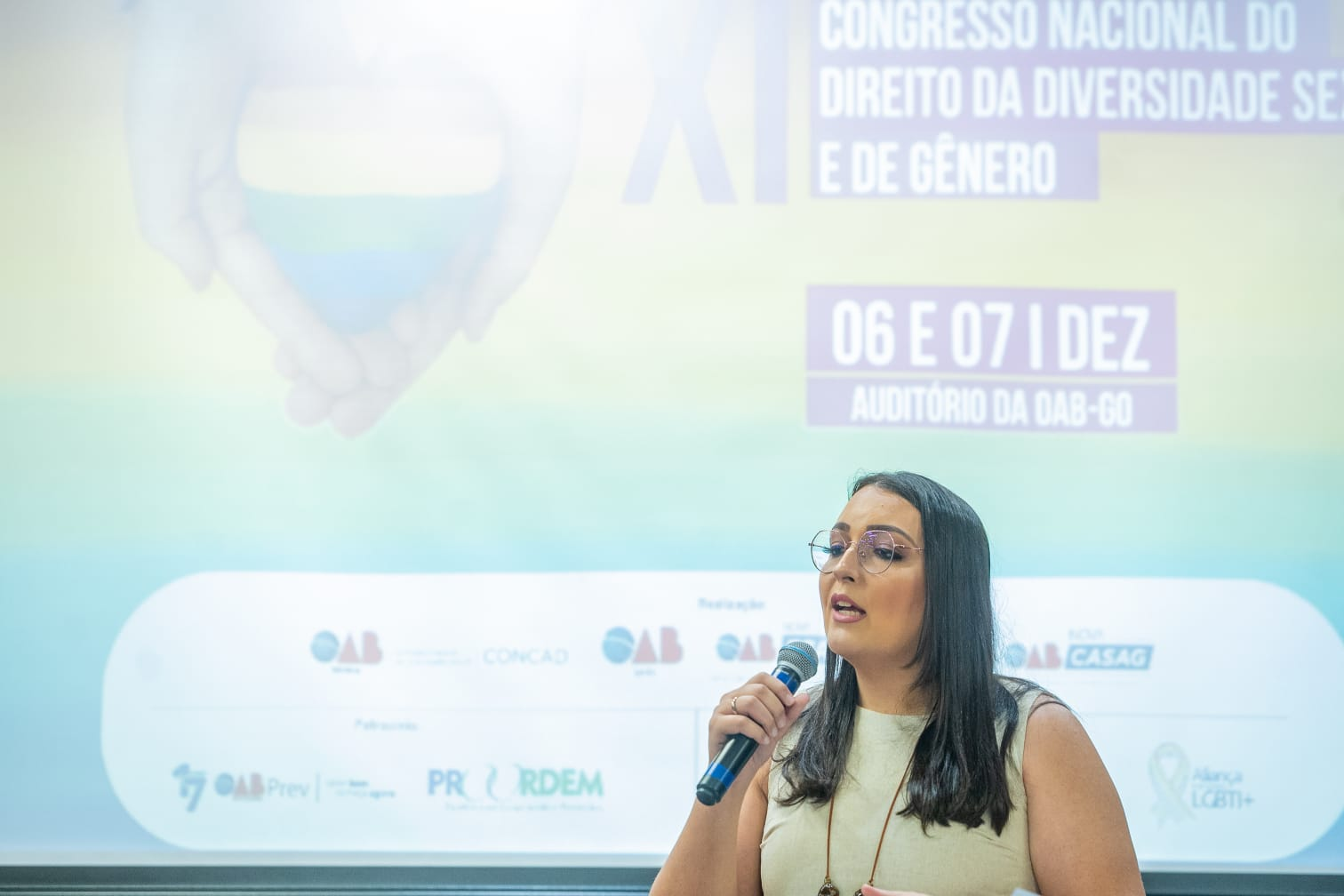
Abertura do XI Congresso Nacional de Direito da Diversidade Sexual e de Gênero

Foi palestrante no painel 35, defesa das minorias, na 24ª Conferência Nacional da Advocacia, evento reconhecido pelo Guinness World Records (Livro dos Recordes) como o maior congresso da área jurídica em uma semana, que reuniu 21.960 congressistas no Expominas, em Belo Horizonte.

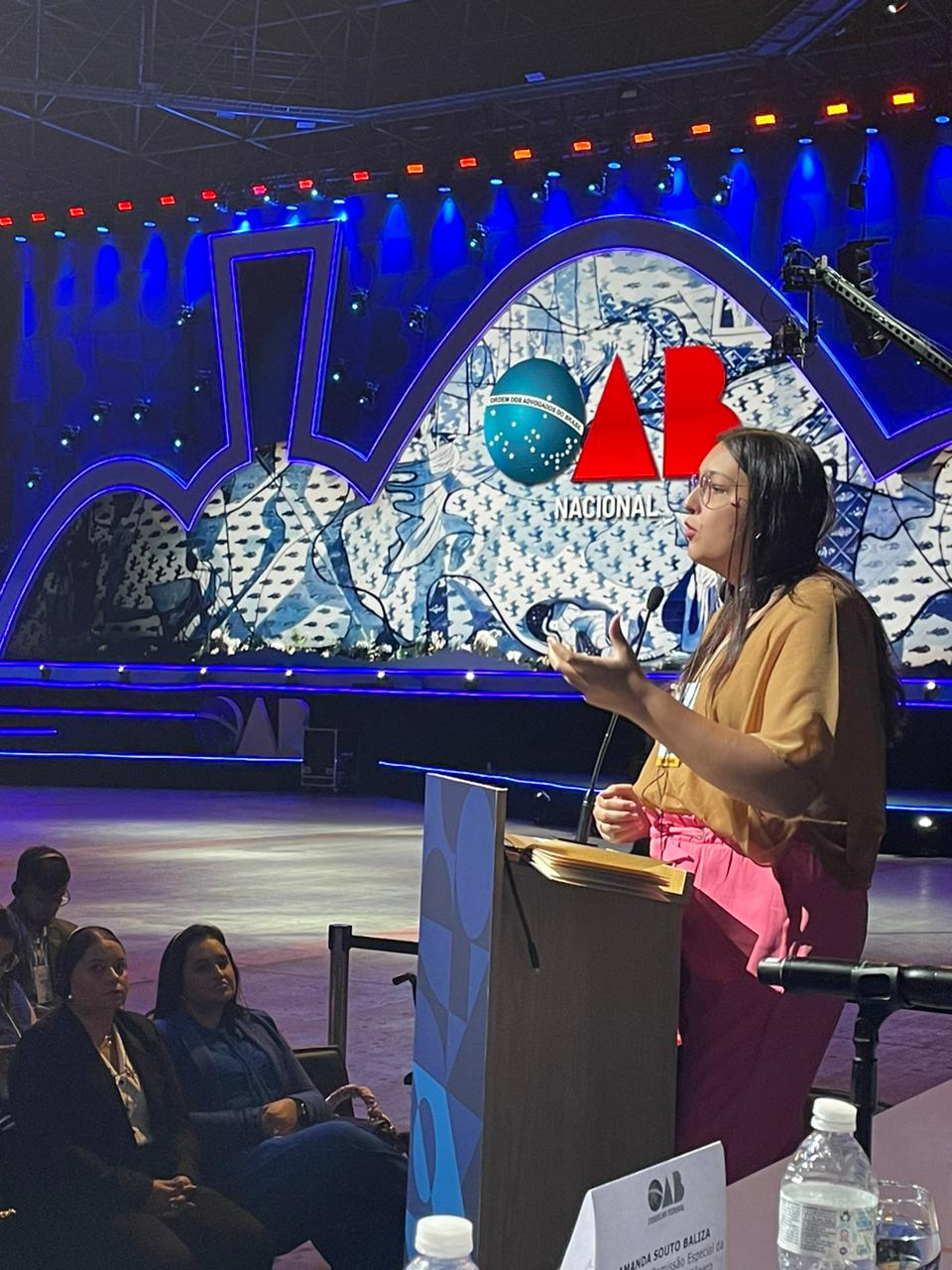
Amanda Souto no Painel 35 da 24ª Conferência Nacional da Advocacia

Foi organizadora do XI Congresso Nacional de Direito da Diversidade Sexual e de Gênero da OAB Nacional que aconteceu em Goiânia, a primeira vez que foi sediado na região centro-oeste.
Foi responsável pela propositura do Provimento da Diversidade, aprovado pelo Conselho Federal Pleno da Ordem dos Advogados do Brasil no dia 26 de fevereiro de 2024.
O documento estabelece três pontos importantes para a advocacia de pessoas LGBTI+, a possibilidade de autodeclaração de orientação sexual e identidade de gênero nos sistemas da OAB, bem como no CENSO da advocacia, atualização sobre a normativa de nome social, permitindo que esse seja o único nome exibido no documento profissional e a unificação das regras sobre a retificação de registro de advogados trans nos quadros da OAB.
Foi nomeada representante da OAB Nacional no Fórum Nacional de Promoção dos Direitos das Pessoas LGBTQIA+ do Conselho Nacional de Justiça e no Grupo de Trabalho Técnico - GTT com vistas a subsidiar a implementação de política educacional voltada ao enfrentamento do bullying do Ministério da Educação.
No dia 19 de novembro de 2024 foi reeleita na chapa "O Compromisso Continua" com 80.31% dos votos válidos para o Conselho Seccional da OAB Goiás para o triênio 2025-2027.
Em abril de 2025 foi empossada como Subprocuradora Geral da OAB Goiás, sendo responsável pela gestão de processos envolvendo a OAB goiana.
No dia 01 de agosto de 2025 participou do grupo que entregou ao Presidente do Supremo Tribunal Federal, Ministro Luís Roberto Barroso, o Manifesto de Criação da Rede pela Soberania, uma rede criada para mobilizar a sociedade civil contra avanços de potências estrangeiras contra a soberania nacional.

### Outros Conselhos
Em outubro de 2022 foi eleita conselheira de administração no Instituto de Desenvolvimento Tecnológico e Humano - IDTECH, organização social que faz a gestão do Hospital Estadual Alberto Rassi – HGG e Rede Estadual de Hemocentros – Rede Hemo em Goiás na gestão 2022/2026.
No Conselho Nacional de Direitos LGBTQIA+ do Ministério de Direitos Humanos e Cidadania faz parte da Câmara Técnica de Legislação e Normas, câmara responsável pela edição e atualização de atos normativos do Conselho.

## Atuação educacional
Amanda Souto Baliza tem desenvolvido uma trajetória significativa na área da educação, especialmente no campo do ensino jurídico crítico e dos direitos humanos. Atua como professora universitária e pesquisadora, com ênfase em temas relacionados à diversidade sexual, de gênero e racial, promovendo uma abordagem decolonial do direito. Seu trabalho visa ampliar o debate sobre a formação jurídica no Brasil, especialmente no que tange às opressões estruturais.
Participa de projetos acadêmicos e formativos voltados à promoção de práticas pedagógicas inclusivas e à defesa dos direitos da população LGBTQIA+, das mulheres e da população negra. É referência em atividades de extensão e oficinas com estudantes e professores de diferentes áreas, discutindo a importância da interseccionalidade na construção do conhecimento jurídico.
Entre suas contribuições educacionais destacam-se:
- Docência em cursos de graduação e pós-graduação, com ênfase em direitos humanos, direito antidiscriminatório e epistemologias decoloniais;[32]
- Participação ativa em projetos de extensão e formação docente no âmbito da Universidade de Brasília (UnB);[33]
- Produção de textos acadêmicos e palestras sobre a necessidade de uma educação jurídica transformadora, baseada em justiça social, pluralismo e crítica aos saberes tradicionais do direito.[34][35]

## Vida Pessoal

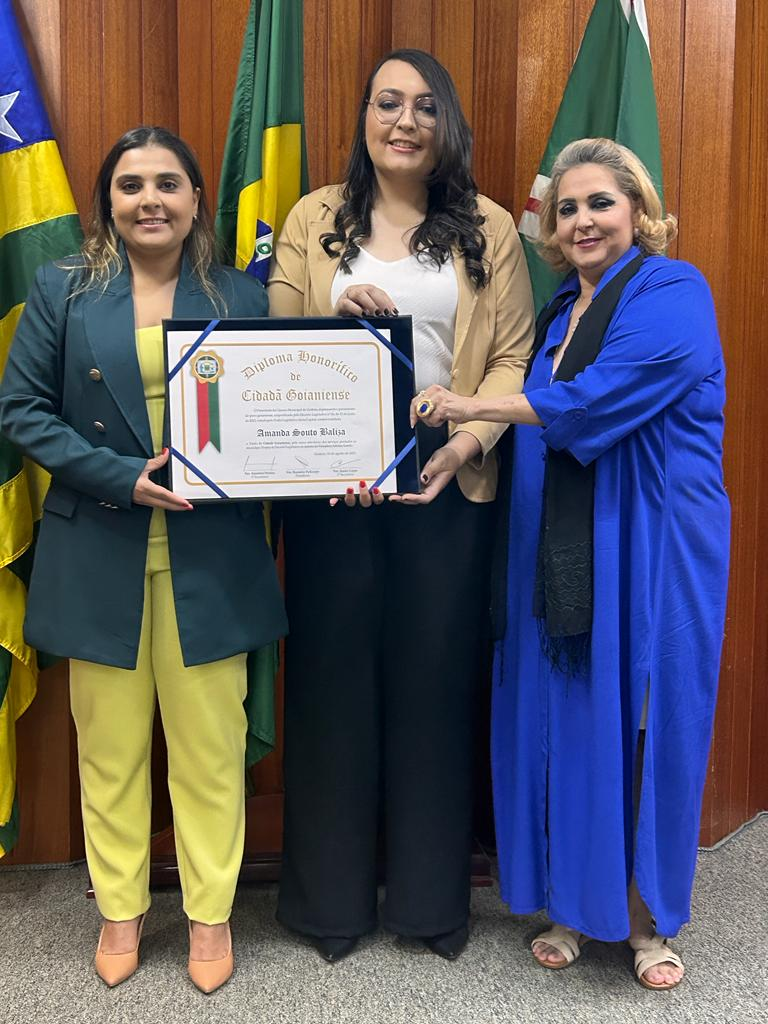
Momento de entrega do título de cidadania goianiense pela vereadora Sabrina Garcez

Nasceu em Estrela do Norte, Goiás em 1991, local onde viveu até seus 7 anos quando seus pais decidiram se mudar para Anápolis, Goiás. Por volta de seus 10 anos de idade se mudou para Aparecida de Goiânia após a separação de seus pais, local onde residiu até os 16 quando retornou para Anápolis e iniciou sua graduação em Direito pela UniEvangélica - Centro Universitário de Anápolis. Aos 23 anos retornou para Goiânia onde vive até hoje.
Iniciou a transição de gênero por volta dos 27 anos, retificou seu registro civil aos 29.

### Homenagens e premiações

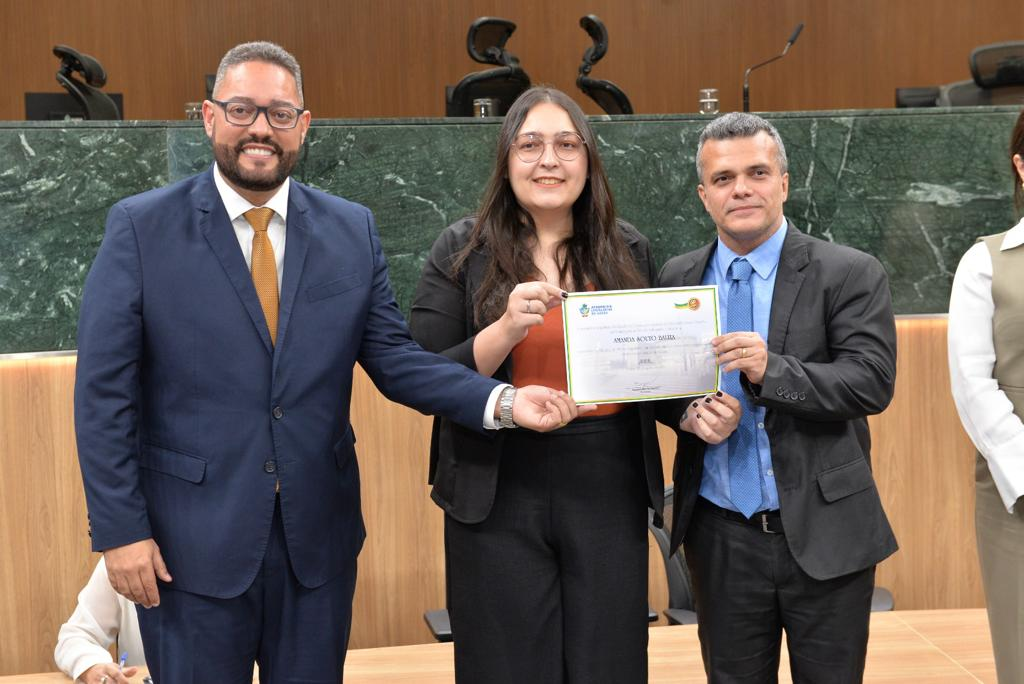
Entrega de diploma de honra ao mérito pelo Deputado Estadual Virmondes Cruvinel

Recebeu por diversas vezes o Diploma de Honra ao Mérito da Câmara Municipal de Goiânia, por sua atuação como mulher advogada, por ser integrante da associação brasileira de mulheres de carreiras jurídicas, e em homenagem às pessoas trans goianas, ocasião em que foi oradora da sessão solene.
Recebeu o diploma de honra ao mérito da assembleia legislativa do estado de Goiás em sessão solene realizada no dia 8 de agosto de 2023, em alusão ao dia da advocacia.

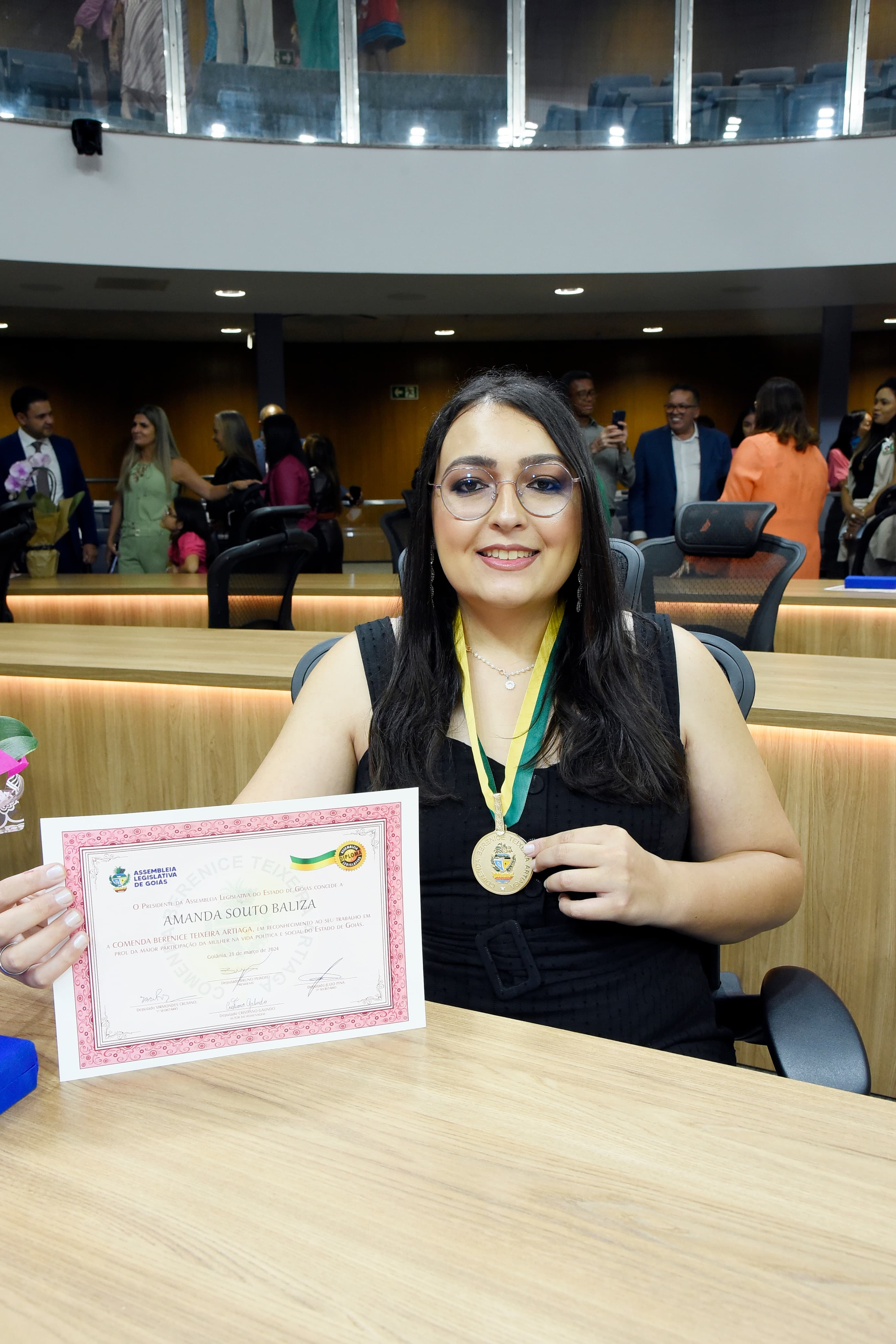
Amanda Souto Baliza após receber a Comenda Berenice Artiaga na Assembleia Legislativa de Goiás.

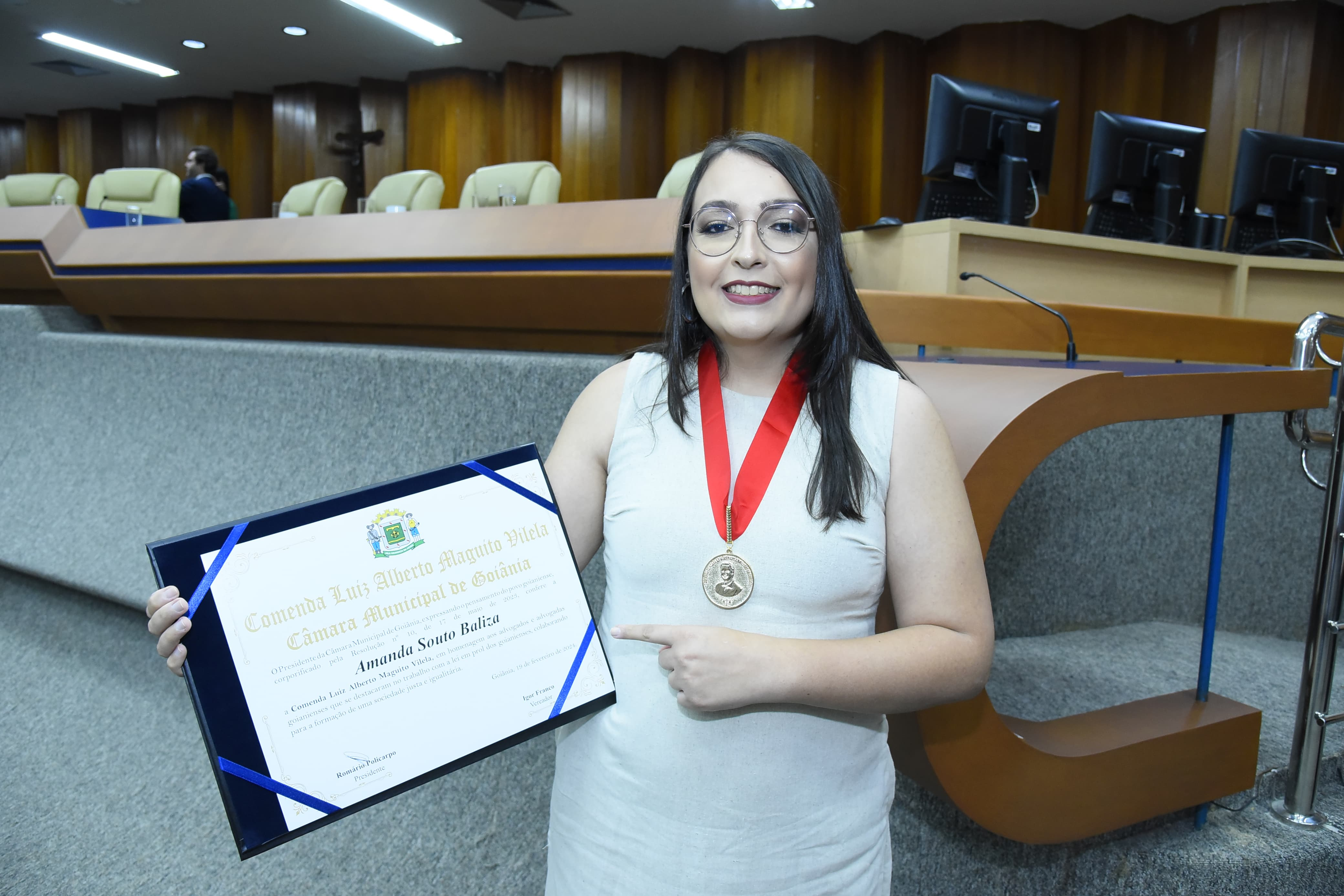
Amanda Souto Baliza com a Comenda Maguito Vilela

Recebeu o título de cidadã goianiense, com a aprovação do Decreto Legislativo 26/2023, em razão de seus relevantes serviços prestados ao município de Goiânia, a solenidade de entrega foi realizada no dia 10 de agosto de 2023.
No dia 19 de fevereiro de 2024 recebeu a Comenda Maguito Vilela, uma comenda destinada a advogados que se destacaram em seus campos de atuação em prol dos goianienses, colaborando para a formação de uma sociedade justa e igualitária, sendo a primeira advogada trans a receber tal homenagem.
Em 21 de março de 2024 recebeu a Comenda Berenice Artiaga, a maior honraria destinada a mulheres concedida pela Assembleia Legislativa do estado de Goiás.

## Ligações Externas
- «Como Argentina, Brasil pode ter cota para trans e travestis nas empresas»
- «Números em alta expõem quadro de violência e transfobia no Brasil.»
- «NVídeo viraliza criticando banheiros unissex. Por que eles são importantes?»
- «PL quer garantir a autodeterminação de gênero para pessoas trans; entenda»